# DD-WRT

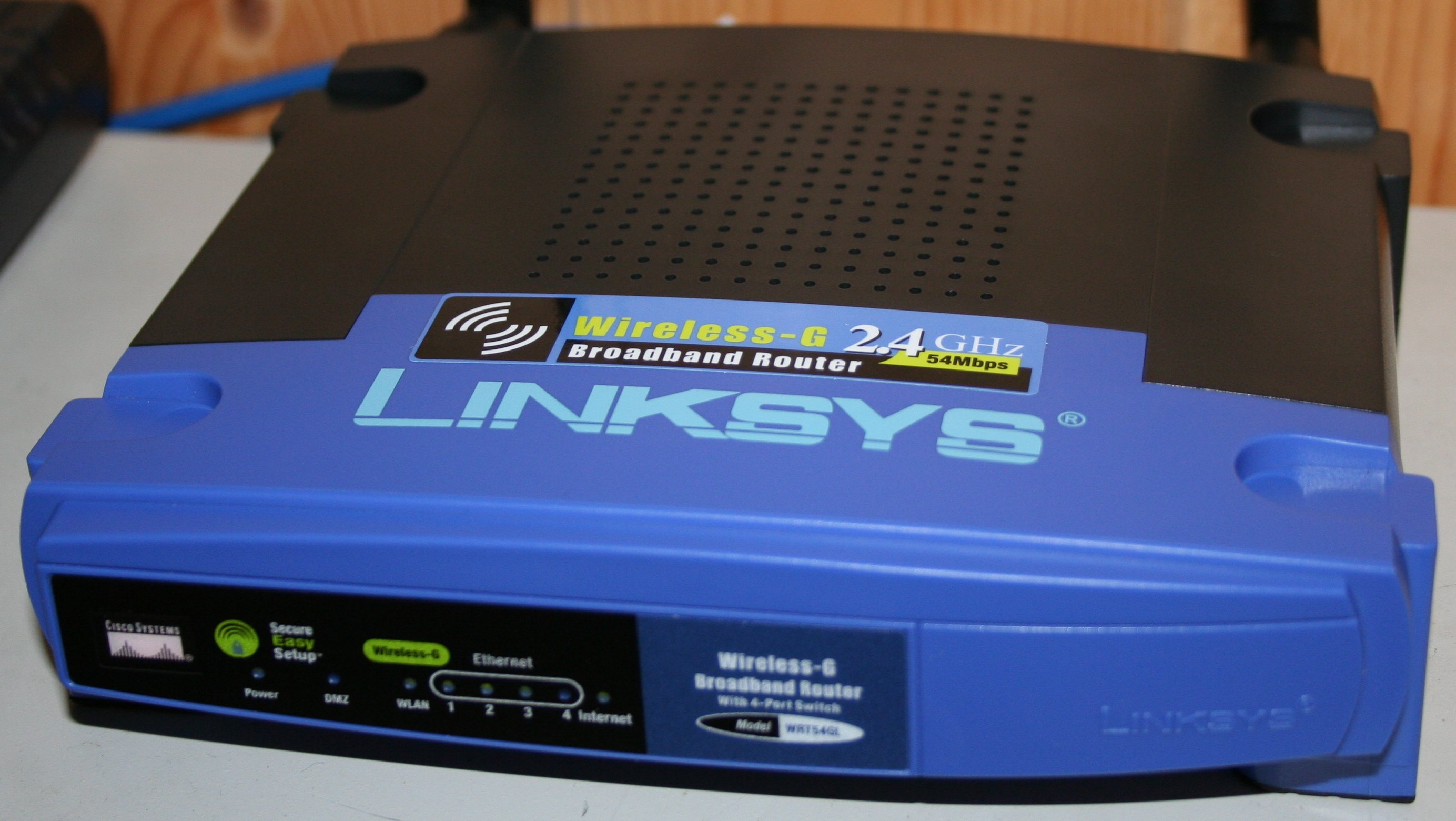
DD-WRT was originally designed for the Linksys WRT54G series, but now runs on a variety of routers.

DD-WRT là firmware dựa trên Linux dành cho các loại router không dây và access point. Ban đầu nó được thiết kế cho dòng Linksys WRT54G, và hiện nay đã được sử dụng trên nhiều model khác. DD-WRT là một trong nhiều dự án firmware của bên thứ ba, dùng để thay thế firmware gốc của nhà sản xuất bằng firmware tùy chỉnh với nhiều tính năng hơn.
Sebastian Gottschall, còn được gọi là "BrainSlayer", là người sáng lập và duy trì dự án DD-WRT. Chữ "DD" trong tên dự án là các chữ cái biển số xe Đức của các phương tiện ở Dresden, nơi mà đội phát triển sinh sống. Chữ WRT còn lại được lấy từ tên của model Linksys WRT54G, một thiết bị gia đình thông dụng trong những năm 2002–2004. "WRT", còn được sử dụng bởi dự án OpenWrt, viết tắt từ "Wireless Receiver / Transmitter", cũng có thể đây là ý nghĩa tên model thiết bị của Linksys.
Buffalo Technology và một số công ty khác sử dụng firmware được tùy chỉnh từ DD-WRT trên các thiết bị của họ. Vào tháng 1 năm 2016, Linksys cũng bắt đầu sử dụng DD-WRT trên các thiết bị router.

## Tính năng
Một số tính năng của DD-WRT:
- Access control
- Theo dõi băng thông
- QoS
- WPA/WPA2 (personal và enterprise)
- Tường lửa iptables
- Universal Plug and Play
- Wake-on-LAN
- Dynamic DNS
- AnchorFree VPN
- Wireless Access Point
- Đa SSID
- Overclocking
- Quản lý công suất phát
- Transmission BitTorrent client[7]
- Tor[8]
- Router linking
- SSH
- Ttelnet
- Wireless Distribution System (WPS)
- RADIUS
- XLink Kai networks
- OpenVPN
- WireGuard [9][10]

| Tính năng                   | Micro (2 MB) | Mini (4 MB) | Nokaid (4 MB) | Standard (4 MB) | VOIP (4 MB) | VPN (4 MB) | Mega (8 MB) |
| --------------------------- | ------------ | ----------- | ------------- | --------------- | ----------- | ---------- | ----------- |
| ChilliSpot                  |              |             | Yes           | Yes             |             |            | Yes         |
| Quản trị qua web HTTPS      |              |             | Yes           | Yes             | Yes         | Yes        | Yes         |
| IPv6                        |              |             | Yes           |                 | Yes         | Yes        | Yes         |
| JFFS2                       |              | Yes         | Yes           | Yes             | Yes         |            | Yes         |
| XLink Kai daemon            |              |             |               | Yes             |             |            | Yes         |
| Hỗ trợ MMC & SD card        |              |             | Yes           | Yes             | Yes         | Yes        | Yes         |
| NoCat                       |              |             | Yes           | Yes             | Yes         | Yes        | Yes         |
| OpenVPN                     |              |             |               |                 |             | Yes        | Yes         |
| PPTP client                 |              | Yes         | Yes           | Yes             | Yes         | Yes        | Yes         |
| radvd                       | Yes          | Yes         | Yes           |                 | Yes         |            | Yes         |
| RFlow (traffic information) |              |             | Yes           | Yes             | Yes         | Yes        | Yes         |
| Samba/CIFS client           |              |             | Yes           | Yes             | Yes         | Yes        | Yes         |
| Milkfish SIP router         |              |             |               |                 | Yes         |            | Yes         |
| SNMP                        |              |             | Yes           | Yes             | Yes         | Yes        | Yes         |
| Secure Shell daemon         |              | Yes         | Yes           | Yes             | Yes         | Yes        | Yes         |
| Wiviz                       |              | Yes         | Yes           | Yes             | Yes         | Yes        | Yes         |

1. ↑  Bản "Micro" yêu cầu CFS 128KB
2. 1 2  Sẵn có bản build VPN JFFS nhỏ hơn cho thiết bị chỉ có 4 MB flash.
3. ↑  Only on DD-WRT v24

It is also possible to build a bespoke firmware package.

## Các phiên bản
| Phiên bản | Ngày ra mắt          | Thay đổi | Tham khảo         |
| --------- | -------------------- | --- | ----------------- |
| 16        | 22 tháng 1 năm 2005  | Bản ra mắt dành cho Linksys WRT54G | [ 13 ]            |
| 22        | 25 tháng 7 năm 2005  | ? | [ 14 ]            |
| 23        | 25 tháng 12 năm 2005 | Thay thế nhân Alchemy bằng nhân OpenWrt | [ 15 ]            |
| 23 SP 1   | 16 tháng 5 năm 2006  | Bản service pack, phần lớn mã được tối ưu lại; thêm nhiều tính năng mới. | [ cần dẫn nguồn ] |
| 23 SP 2   | 14 tháng 9 năm 2006  | Cải tiến giao diện, thêm nhiều tính năng mới. Một số router mới được hỗ trợ | [ cần dẫn nguồn ] |
| 24        | 18 tháng 5 năm 2008  | Hỗ trợ 16 SSID khác nhau và bảo mật. Có thể chạy được trên PowerPC, router dựa trên IXP425, Atheros WiSOC, và hệ x86. Còn có thể chạy được trên các thiết bị với bộ nhớ flash nhỏ như WRT54Gv8 hoặc WRT54GSv7 | [ cần dẫn nguồn ] |
| 24 SP 1   | 26 tháng 7 năm 2008  | Sửa lỗi DNS, site survey, mật khẩu dài, và cấu hình OpenVPN. Hỗ trợ thêm WRT300 v1.1, WRT310N, WRT600N, Tonze AP42X Pronghorn SBC, Ubiquiti LSX, Netgear, Belkin, và USR.                                     | [ cần dẫn nguồn ] |
| Beta      | Varies               | Kể từ 2010, nhà phát triển DD-WRT thường xuyên đưa ra các phiên bản beta beta. Một số bản ổn định và một số thì không.                                                                                        | [ 16 ]            |

## Các thiết bị hỗ trợ
DD-WRT hỗ trợ nhiều loại router. Dự án có danh sách các thiết bị hỗ trợ và không được hỗ trợ.